# 中文在线
中文在线集团（COL Group）是中国大陆一家从事数字出版的公司，2000年成立于北京的清华大学。2015年1月21日，中文在线成功在深交所创业板挂牌上市，成为中国“数字出版第一股”（股票代码：300364）。

## 沿革

### 早期歷史
2000年，公司在北京的清華大學成立，公司名稱取名為「中文在线」。

### 創業板掛牌
2015年1月21日，成功在深交所创业板挂牌上市。

### 对外投资
2016年11月21日，中文在线拟与AcFun及其原股东签署增资协议，中文在线拟以现金出资2.5亿元人民币认购其13.51%股权。股权认购完成后，中文在线将成为AcFun第二大股东。
2016年11月21日，中文在线拟与晨之科及其原股东签署增资协议以及转让协议，拟以现金出资1.2亿元增资晨之科，认购其9.6%的股权，再以以现金1.3亿元收购晨之科股东朱明持有的晨之科10.4%股权，上述增资及收购完成后，将获得晨之科20%的股权。
2016年12月27日，中文在线已与晨之科完成了相关股权交割手续，晨之科取得了上海市宝山区市场监督管理局换发的营业执照。
2017年4月25日，中文在线拟以发行股份及支付现金的方式收购上海晨之科信息技术有限公司的80%股权。公司拟同时配套募集资金，配套募集资金规模待定。本次重大资产重组事项尚存在不确定性，具体交易内容以经公司董事会审议并公告的重大资产重组预案为准。本次交易还需经公司董事会、股东大会审议通过，并需经中国证监会核准。
2017年8月10日，中文在线发布公告称，经董事会审议通过，拟以发行股份及支付现金的方式，斥资14.7亿元收购上海晨之科信息技术有限公司的80%股权。该重大重组事项仍需经深交所事后审核，公司股票自8月11日开市起继续停牌，复牌时间另行公告。